# フィリピンの映画
フィリピンの映画（フィリピンのえいが）は、フィリピン国籍を持つ者またはフィリピンの法人によって製作された映画で、ほとんどの場合、フィリピン人の映画スタッフと俳優で構成され、主にフィリピン国内の映画館等で公開される映画を指す。
フィリピン映画は東南アジアの中で最大の映画製作国だが、フィリピン外での人気はかなり低い。

## 歴史
フィリピンで最初の映画は、1897年、フィリピンの首都マニラで公開された。1919年、フィリピン人の映画監督ホセ・ネポムセーノが製作した映画『ダラガン・ブーキッド』が当時フィリピン内で大人気を得た。ホセ・ネポムセーノは後で「フィリピン映画の父」と呼ばれた。20世紀の始まりは米国領だったフィリピンは、それに抵抗したフィリピン人監督が数々の反植民映画を製作。第二次世界大戦中、フィリピンを植民した日本帝国は、日本人監督が『あの旗を撃て コレヒドールの最後』などを製作。フィリピンは独立後、1950年で金代を受けたが日本で公開された当時の映画はひとつもない。
1970年代にフィリピン映画は国際的な人気を受け始め、主に監督リノ・ブロッカが製作した映画『マニラ・光る爪』や『インシアン』はフィリピん外でも数々の人気を受けた。『マニラ・光る爪』はフィリピン映画で唯一の「死ぬ前に見たい映画1001本」に登録された。1980年代にフィリピンではコメディ映画が大ヒットし、主にアルビノのフィリピン人俳優・コメディアンレッドフォード・ホワイトが主演したコメディ映画シリーズはフィリピン中で大きな影響を与えた。彼はフィリピン人から「フィリピンのミスター・ビーン」とかも呼ばれる。
2010年代からはアクション映画やアニメ映画も多く製作され、フィリピン内の人々からもよく愛されている。俳優ではフィリピン人女優バイス・ガンダが活躍し、監督ではエリック・マッティのアクション映画、ブリランテ・メンドーサのサスペンス映画やラヴ・ディアスの長編ドラマ映画は国際の映画祭で公開され、フィリピン映画近代に大きな評価を受けている。